# グラン・ローヴァ物語
『グラン・ローヴァ物語』は、紫堂恭子による日本のファンタジー漫画作品。第25回（1994年）星雲賞コミック部門受賞。

## 概要
月刊漫画雑誌『コミックトム』（潮出版社）に、1989年から1993年にかけて連載された。
単行本は潮出版社より全4巻。その後、角川書店から描き下ろし短編を加えた「決定版」が同じく全4巻で発売された。また2007年9月には、ホーム社漫画文庫から文庫版が全2巻で発売された。
中世ヨーロッパ風のファンタジー世界を舞台に、人間の台頭と神秘の終焉を描く。『指輪物語』の影響が強く、作中にも『指輪〜』を思わせる描写が見受けられる。また本作の背景世界は、作者の別作品『辺境警備』や『東カール・シープホーン村』と共通しており、登場人物のクロスオーバーなどが盛り込まれている。

## あらすじ
詐欺師サイアムが出会った「放浪の賢者」グラン・ローヴァは、およそ賢者という言葉のイメージからかけ離れた風変わりな老人。彼に気に入られて共に旅することになったサイアムは、数々の不思議な事件に出会うことになる。やがて彼が巻き込まれるのは、伝説の「銀晶球」を巡る騒動。それは、精霊たちによって百年も前から予言されていた、世界の変革にまつわる大きな災いのはじまりであった。

## 主な登場人物
サイアム
本編の主人公。飢饉で両親を失って孤児となり、けちな詐欺師として日々を送っていた。偽賢者として貴族へたかっていたときにグラン・ローヴァと知り合い、それをきっかけに大事件へと巻き込まれていく。
グラン・ローヴァ
世界中の賢者が集うという“東の学舎（フォアサイト）”が与える称号の中でも最高位といわれる「放浪の賢者」らしいが、見た目は幼い上に言動も子供のように奔放、およそ賢者とは見えない老人。サイアムを気に入って、共に旅をすることになる。
イリューシア
美しい少女の姿をしているが、その正体は地底湖に住む大蛇の化身。すでに本体を動かす余力を失っており、人間大の分身を操って、西にある「千年の門」へ向う方法を探している。本人曰く「たった二千年」しか生きていないため、世間知らずで特に人間の風俗や機微には疎い。
デシ／ダシ
小型の妖魔「イヌワラシ」の子供たち。内臓が薬になるため闇市で取引されていたのを、人間の赤ん坊と間違えたサイアムに助けられた。名前の由来は、会話の語尾がそれぞれ「〜でし」「〜だし」となまるところから。サイアムを「とーちゃん」、グラン・ローヴァを「じーちゃん」と呼び慕う。純粋であるがゆえに周りの影響を受けやすく、ダシは人間への憎悪から大きな妖魔へと変化してしまう。
パナケア
常に面衣で顔を隠した謎の男。グラン・ローヴァ一行の行く先へたびたび姿を現し、なぜかサイアムに強い敵意を示す。
ディルフィア
精霊たちの都・シーレラデュアに住まう精霊の一人。精霊たちに伝わる「預言された人間」こそサイアムとしている。

## 背景世界
本作の舞台となる世界は、遥か昔に神と9人の使徒により造られた。精霊（シーリィア）や聖なる獣たちはこの頃に作られたものである。しかし、使徒のうち「闇」が自分だけの創造を望んだために地に堕ち、地の底で「冥王」を生んだため、それ以降に生み出された生き物は、闇の影響を受け調和を拒む性質を帯びるようになった。人間もこのような性質を持っているとされる。生まれた当時の人間はとても弱い存在だったが、あるときリンフィアという若い精霊が、一人の人間に「力あることば」を教えたため、人間は言葉を覚え、強い影響力を持つようになった。現在ではその人間が台頭したため、太古の力は世界から失われ、精霊や聖なる獣たちは住む場所を失い、西にある「千年の門」を通してこの世界から去りつつある。
本編中で鍵となるのは「銀晶球」である。これは星の光が地の奥底で凝縮された結晶で、外見は銀の球に見えるが、実は天地創造の力の名残をとどめた強大な魔力を持つ。これに触れたものはその力を得て願いをかなえられるが、あまりに力が大きいためその用途を誤って災いを呼ぶことが多い。そのため、銀晶球の管理には大賢者グラン・ローヴァのような無垢の人物が当たらねばならないという。その力の大きさゆえに、銀晶球の出現はしばしば人間界の争乱の元になり、また太古の獣たちの中でも、銀晶球を得て力を取り戻すことを望んで騒ぎになるものたちがいる。

## 単行本
潮出版社〈希望コミックス〉：全4巻。南伸坊が装丁を担当している。
1. 1990年11月5日 ISBN 4-267-90202-X
2. 1991年12月10日 ISBN 4-267-90222-4
3. 1992年12月25日 ISBN 4-267-90243-7
4. 1993年12月1日 ISBN 4-267-90260-7

角川書店〈あすかコミックスDX〉：全4巻。本編に加え、各巻に本編のつなぎとなるエピソードを扱った書き下ろし短編を収録している。
1. 1998年4月28日 ISBN 4-04-852936-6
2. 1998年6月30日 ISBN 4-04-852949-8
3. 1998年8月28日 ISBN 4-04-852990-0
4. 1998年10月29日 ISBN 4-04-853017-8

ホーム社〈ホーム社漫画文庫〉：全2巻。角川書店版に収録された全編に加えて、1巻では1992年に発売されたイメージアルバムのブックレットに収録されていた絵物語「偉大な名前」と、潮出版社版の単行本発売時に『コミックトム』に掲載されたイラストエッセイを収録。2巻には、2002年に角川書店の『TheBeans』に掲載された外伝「ビン詰めのココロ」と、文庫版書き下ろしのあとがき漫画を収録している。
1. 2007年9月19日 ISBN 978-4-8342-7395-3
2. 2007年9月19日 ISBN 978-4-8342-7396-0

## 関連書籍
辺境警備（小学館→角川書店）
本作と共通の背景世界を持つ作品。角川書店版に加えられた最終巻では、復活を目論む冥王と、銀晶球の剣を持った勇者の決着が描かれる。
辺境警備プレミアムブック 永遠の約束（角川書店） ISBN 4-04-852954-4
『辺境警備』の画集兼設定集。背景世界が共通であるため、『グラン・ローヴァ物語』での設定に関する言及もある。